# María de los Ángeles (telenovela)
María de los Ángeles es una telenovela venezolana realizada y transmitida por RCTV. Original del dramaturgo Julio César Mármol, producida por Hernando Faría en el año 1997. 
Protagonizada por Lilibeth Morillo y Marcelo Cezán, y con las participaciones antagónicas de Alba Roversi, Tomás Henríquez, Crisol Carabal y Vicente Tepedino. Cuenta además con la actuaciónes estelares de Flor Núñez y Franklin Virgüez.

## Sinopsis
Cuando eran niños, Orquídea Córdoba Escalante y Radamés Basanta se juraron amor eterno frente a la figura de la Santísima Virgen María. Iniciaba así uno de los idilios más hermosos de la región. Sin embargo, ese idilio debía permanecer en secreto; Orquídea era la hijastra del poderoso hacendado Don Teófilo Córdoba, quien le había dado su apellido por complacer a su desquiciada madre. 
Por su parte, Radamés era hijo de un humilde peón de la hacienda y que con el tiempo pasó a ser el Capataz. Don Teófilo ya tenía planes para su hermosa hijastra. Justamente el día en que Orquídea cumplió sus 17 años se hizo una gran celebración para ser comprometida y casada con Vladimir Arévalo, un rico y próspero empresario capitalino, mucho mayor que ella y ya con un hijo de un matrimonio anterior.
El propósito de la unión era aumentar los capitales familiares en mutuos negocios rentables. La idea resultó despreciable para Orquídea, pero su gran sorpresa fue darse cuenta de que Radamés decide ser el principal testigo en el matrimonio civil. El zurdo Radamés Basanta estampó su rúbrica en el acta y condenó a Orquídea a la infelicidad.
Luego de la fiesta, Orquídea es llevada a la habitación nupcial para que el matrimonio sea consumado. Ella planea escapar, pero no logra hacerlo debido a que Bernardo, lacayo de Teófilo, se lo impide. Orquídea fue prácticamente abusada por su esposo, quien estaba sumido en una profunda borrachera. 
Luego del ultraje, Orquídea sale desesperada, pensando solamente en obtener venganza. Busca a su padrastro Teófilo y con la ayuda de Bernardo incendia la choza en la que estaba. Orquídea procede a retener a Radamés para cobrarle su traición. Radamés es amarrado en un galpón en lejanías de la casa grande de la hacienda.
Orquídea toma un hacha y con furia corta la mano izquierda de Radamés, aquella con la cual éste había firmado el acta de matrimonio. Radamés es expulsado de la hacienda, y emprende la búsqueda de una mejor suerte en los pueblos cercanos. Héctor Córdoba, hermano mayor de Orquídea, y heredero absoluto de Don Teófilo, mantenía una relación clandestina con una hermosa muchacha llamada Rosalinda Vargas, la cual queda en cinta y al avanzar el embarazo y ver que Héctor no responde, le confiesa a su hermano Rogelio lo que sucede. 
Rogelio recrimina a Héctor por su manera de actuar. Héctor se dispone a cumplir con Rosalinda contrayendo matrimonio con ella. Sin embargo, el día de la boda, Héctor sufre un accidente automovilístico y fallece, enterándose también del crimen que comete Orquídea al haber quemado la choza donde se encontraba su padre Teófilo.
Rosalinda, ya en avanzado estado de gravidez, decide ir hasta la hacienda “El Trapiche” pero es recibida por Orquídea. Ésta al darse cuenta de que su hermano está a punto de tener un nuevo heredero prepara la desaparición de Rosalinda. La muchacha se da cuenta de las intenciones de Orquídea y decide huir por el bosque, mientras Orquídea y una jauría de peones van tras ella. A Rosalinda se le adelanta el parto, pero milagrosamente es encontrada por un misionero dominico que la ayuda y nombra a la criatura: María de los Ángeles.
Rosalinda decide entregar a su hija a este noble misionero, quien la lleva consigo a un convento. Rosalinda huye a un pueblo cercano para dejar atrás un oscuro y doloroso pasado. Es ahí cuando conoce a Radamés Basanta y termina casándose con él para formar una nueva familia. Al mismo tiempo Orquídea da a luz a una niña a la que pone de nombre Andrea.
María de los Ángeles crece sin saber su origen, pero siempre vigilada por su madre que desde la distancia cubre su manutención. Al salir del convento, María de los Ángeles conoce a un joven campesino llamado Jorge De la Rosa, del cual se enamora perdidamente.
María de los Ángeles es descubierta por su tía Orquídea Córdoba Escalante, la mujer más poderosa de la región de la Guayana venezolana. Orquídea trata de hacerle daño, pero al no poder conseguirlo, gracias a las peripecias de su madre Rosalinda, prepara otro plan mucho más factible: casar a María de los Ángeles con su hijastro Rodrigo Arévalo, un chico malcriado y cruel, al que Orquídea llegó a amar como a su propio hijo. 
Radamés reaparece para poner frenos a las atrocidades de Orquídea y trata que su hijo y María de los Ángeles puedan ser felices. Sin embargo, María de los Ángeles buscará también venganza por el trato recibido y pagará con la misma moneda a todos sus enemigos, en especial a su tía Orquídea Córdoba Escalante.

## Elenco
- Lilibeth Morillo - María de los Ángeles Hermoso / María de los Ángeles Córdova Vargas
- Marcelo Cezán - Jorge De la Rosa / Jorge Basanta Salazar
- Alba Roversi - Orquídea Córdova Escalante de Arévalo
- Franklin Virgüez - Radamés Basanta Yánez
- Flor Núñez - Rosalinda Vargas Villafañe de Basanta
- Alberto Rowinsky - Vladimir Arévalo Hermoso
- Tomás Henríquez (†) - Bernardo Perales
- Carlos Villamizar - Adán Espinoza
- Loly Sánchez - Francisca Salazar # 1
- Victoria Roberts - Francisca Salazar # 2
- Ricardo Álamo - Rogelio Vargas Villafañe
- Juan Carlos Alarcón - Aurelio Vargas Villafañe
- Ricardo Bianchi - Félix Robolledo
- Crisol Carabal - Alba Griselda Basanta Vargas
- Vicente Tepedino - Rodrigo Arévalo Caballero
- Verónica Ortíz - Andrea Arévalo Córdova
- Carlos Cruz - Héctor Córdova Escalante
- Cristina Reyes - Aura Elena Córdova Escalante
- Humberto García - Gerard Meyers
- Guillermo Ferrán - Giácomo
- Eduardo Gadea Pérez - Zenón Machado
- Martín Lantigua (†) - Teófilio Córdova
- Carlos Márquez (†) - Bartolomé Vargas
- Dora Mazzone - Salomé De la Rosa (Villana)
- Leida Torrealba - Josefa Villafañe
- Francis Romero - Anita "La Licuadora"
- Samuel González - Marino Meyers
- Carolina Tejera - Amarilis de la Cueva (Villana)
- Elisa Stella - Andrea María
- William Colmenares - Raspinflay
- Alejo Felipe (†) - Dr. Joaquín Bruzual
- Freddy Galavís (†) - Evaristo Quiñones
- Rosario Prieto - Gertrudis Márquez
- Carlos Acosta
- Anabell Rivero - Lilia
- Rolando Padilla - Reinaldo Márquez
- Araceli Prieto
- Mariú Favaro
- Violeta Alemán - Aleida
- Virginia Vera
- Beatriz Vásquez
- Amanda Gutiérrez
- Sebastián Falco
- Domingo Del Castillo - Don Andrade
- Pedro Durán

## Libretos de escritores
- Original de:  Julio César Mármol
- Escrita por:  Julio César Mármol, Julio César Mármol Olivares, Mélida Mármol Olivares, Laura Bottome, Manuel González, Constantino Estévez y Mharía Vázquez Benarroch.